# Lux Radio Theatre
Lux Radio Theatre, scris uneori Lux Radio Theater, a fost un serial-antologie clasic difuzat de postul de radio NBC Blue Network (1934-1935) (deținut de National Broadcasting Company, predecesor al American Broadcasting Company [ABC] în 1943 /1945); de rețeaua CBS Radio (Columbia Broadcasting System) (1935-1954) și de NBC Radio (1954-1955). Inițial, au fost adaptate piesele jucate pe Broadway în timpul primelor două sezoane, apoi au început să fie adaptate filme. Aceste emisiuni radiofonice cu durata de o oră au fost interpretate în direct în fața unui public de studio. Lux Radio Theatre a devenit cel mai popular serial-antologie radiofonic, fiind difuzat pe o perioadă mai mare de 20 de ani și continuat la televiziune ca Lux Video Theatre în cea mai mare parte a anilor 1950. Principalul sponsor al emisiunii a fost compania Unilever, prin intermediul mărcii sale Lux Soap.
Difuzat de la New York, serialul a avut premiera în 14 octombrie 1934, ora 2:30 p.m., la postul NBC Blue Network cu o dramatizare a piesei Seventh Heaven a lui Austin Strong, avându-i în rolurile principale pe Miriam Hopkins și John Boles, într-o adaptare de o oră a spectacolului jucat pe Broadway în perioada 1922-1924. Prezentator a fost producătorul fictiv al spectacolului, Douglass Garrick (interpretat de John Anthony). Doris Dagmar a jucat un alt personaj fictiv, Peggy Winthrop, care a realizat reclamele la săpunul Lux. Fiecare spectacol conținea o sesiune de discuții purtate de Garrick cu actorii principali. Anthony a apărut în rolul lui Garrick la premiera episodului din 1934 până pe 30 iunie 1935. Garrick a fost interpretat de Albert Hayes din 29 iulie 1935 până în 25 mai 1936, când spectacolul s-a mutat pe Coasta de Vest.
Renumitul regizor și producător de film Cecil B. DeMille, (1881-1959) a preluat rolul de prezentator pe 1 iunie 1936, continuând să desfășoare această activitate până pe 22 ianuarie 1945. Primul episod prezentat de DeMille a fost dramatizarea radiofonică The Legionnaire and the Lady, cu Marlene Dietrich și Clark Gable în rolurile principale. În mai multe rânduri, atunci când era plecat din oraș, el a fost înlocuit temporar de diverse celebrități, printre care Leslie Howard și Edward Arnold.
Lux Radio Theatre s-a străduit să aducă un număr cât mai mare de vedete de teatru și film în prima etapă a producției, plătindu-le de obicei 5.000 $. În 1936, când sponsorul producător Lever Brothers (care producea marca de săpun și detergent Lux) a mutat spectacolul de la New York la Hollywood, au început să fie realizate mai degrabă adaptări de filme decât de piese de teatru. Prima adaptare radiofonică a unui film în serialul Lux a fost The Legionnaire and the Lady, cu Marlene Dietrich și Clark Gable, inspirat de filmul Morocco. Aceasta a fost urmată de adaptarea filmului Thin Man, cu interpreții principali din film: Myrna Loy și William Powell.

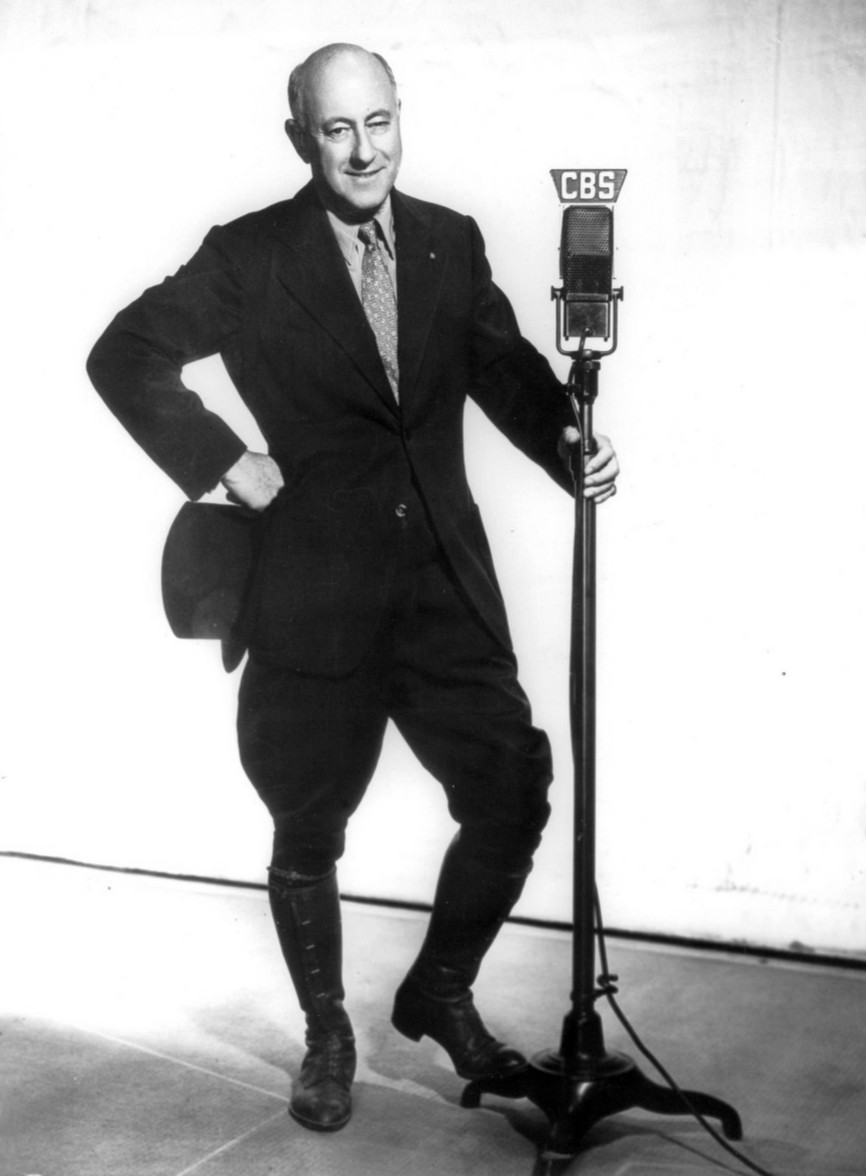
Cecil B. DeMille, prezentatorul serialului Lux Radio Theatre (1936-1945)

## Prezentatori
Lux Radio Theatre a angajat mai mulți prezentatori în anul următor, alegându-l în cele din urmă pe William Keighley ca prezentator permanent, post pe care l-a deținut de la sfârșitul anului 1945 până înn 1952. După aceea, producătorul-regizor Irving Cummings a prezentat programul până când s-a încheiat, în 1955. Pentru difuzarea sa la U.S. Armed Forces Radio Service (unde a fost reintitulat Hollywood Radio Theater), programul a fost prezentat de Don Wilson la începutul anilor 1950.
În cursul anilor în care a fost realizat la Hollywood, Lux Radio Theatre a fost difuzat de la CBS Radio Playhouse (1615 North Vine Street) din Hollywood, un bloc la sud de intersecția dintre Hollywood Boulevard și North Vine Street. Clădirea a fost deținută de aviatorul / industriașul / producătorul de film Howard Hughes la începutul anilor 1930. Când a fost achiziționată în anul 1954 de filantropul Huntington Hartford, a fost numit pentru scurt timp Huntington Hartford Theater și apoi Doolittle Theater. Ea se numește acum Ricardo Montalbán Theatre.

## Vedete ale serialului
Mulți actori cunoscuți de teatru și film au apărut în dramatizările serialului, majoritatea dintre ei în rolurile care i-au făcut celebri pe ecran printre care Abbott și Costello, Lauren Bacall, Wallace Beery, Ingrid Bergman, Humphrey Bogart, James Cagney, Ronald Colman, Joan Crawford, Bing Crosby, Bette Davis, Irene Dunne, Deanna Durbin, Henry Fonda, Ava Gardner, Judy Garland, Betty Grable, Cary Grant, Rita Hayworth, Katharine Hepburn, William Holden, Bob Hope, Betty Hutton, Gene Kelly, Hedy Lamarr, Carole Lombard, Jeanette MacDonald, Fredric March, Robert Mitchum, Dennis Morgan, Paul Muni, Laurence Olivier, Robert Preston, Tyrone Power, Edward G. Robinson, Ginger Rogers, Mickey Rooney, Frank Sinatra, Barbara Stanwyck, James Stewart, Gloria Swanson, Elizabeth Taylor, Robert Taylor, Shirley Temple, Spencer Tracy, Lana Turner, John Wayne și Orson Welles și alții.

## Legături externe
- Lux Radio Theatre collection, Margaret Herrick Library, AMPAS.
- Lux Radio Theater (Australian version) at the National Film and Sound Archive Arhivat în 13 februarie 2019, la Wayback Machine.
- Lux Radio Theater (1936-52) in the Internet Archive's Old-Time Radio Collection
- OTR Network Library: Lux Radio Theater (276 1936-55 episodes)
- http://zootradio.com/uploads/Lux_Radio_Theater/Lux_Radio_Theater.txt
- Lux Radio Theatre Log at Audio Classics Archive
- Lux Radio Theatre 1934-1955 RSS
- Lux Radio Theater: War Of The Worlds
- Lux Radio Theatre on Outlaws Old Time Radio Corner Arhivat în 23 mai 2019, la Wayback Machine.